# Affaire Bertrand Touchard
L'affaire Bertrand Touchard, du nom de la victime, aussi appelée affaire du cadavre de la Saône, est une affaire criminelle française dans laquelle Bertrand Touchard, 39 ans, chauffeur poids-lourd a été assassiné le 3 avril 2010 par Nathalie Chatelot avec la complicité de Claire Garcia.
Invité par Nathalie, Bertrand Touchard sera drogué au moyen d'un antidépresseur, puis asphyxié avec un sac en plastique, frappé à la tête avec un pied-de-biche, étranglé au moyen d'une ceinture, puis noyé dans la Saône.

## Les faits
Le 21 avril 2010, un corps en état de décomposition avancée est retrouvé dans la Saône à Lux. Le cadavre, ficelé, est recouvert d'un drap ; la tête est enfermée dans un sac. Le prénom Bertrand est gravé sur une gourmette que porte la victime. Le corps semble avoir séjourné plusieurs jours dans l'eau.

## Enquête

### Autopsie
L'autopsie établit que les poumons contenaient de l'eau provenant de la Saône. La victime était donc vivante au moment où elle a été jetée dans la rivière. L'analyse toxicologique révèle la présence d'antidépresseurs dans le sang. Des traces de coups sont présentes au niveau du crâne.

### Identification
Les enquêteurs se rendent au domicile de Bertrand Touchard, un homme isolé de 40 ans, chauffeur poids-lourds intérimaire, absent de chez lui depuis trois semaines. Sa voiture est également introuvable. Bertrand est le père de trois filles.
Quelques jours plus tard, un accident de la circulation se produit dans la région. Il s'avère que l'une des voitures accidentées est celle de Bertrand. À son bord, Nathalie Chatelot, 42 ans, et Claire Garcia, 41 ans : un couple d'homosexuelles qui semblent pressées de quitter les lieux de l'accident. Ceci mène les gendarmes à s'interroger, puis à découvrir que les deux femmes étaient amies de Bertrand.

### Audition de Nathalie Chatelot
Placée en garde à vue, Nathalie Chatelot expliquera être impliquée dans la mort de Bertrand. Elle explique qu'il aurait été auteur d'un viol collectif dont elle aurait été la victime, et qu'elle aurait agi par vengeance.
Nathalie dit avoir appelé son ex-compagne, Marie-Laure, pour lui demander de s'éloigner et d'aller passer le week-end chez ses parents. Elle demandera ensuite à Claire de venir le soir-même chez Marie-Laure désormais absente, au motif qu'elle a invité Bertrand à prendre l'apéritif. En l'absence de Marie-Laure, les deux femmes préparent alors un verre contenant un mélange d'antidépresseurs. Nathalie prétend qu'à son arrivée, Bertrand était déjà sous l'emprise de l'alcool et, qu'après avoir bu le verre contenant les antidépresseurs, il serait tombé en se cognant la tête contre le coin du bar. Nathalie s'empare alors d'un pied-de-biche et le frappe à la tête. Pensant que leur victime est décédée, toutes deux ligotent Bertrand, l'enroulent dans un drap, chargent le corps dans le coffre de la voiture et se rendent à quelques kilomètres de là, au bord de la Saône, pour l'y jeter.
Nathalie déclarera que, pendant les coups, « Claire était à côté de moi ».

### Mobile de la vengeance
En cherchant des éléments qui étayent le mobile d'une vengeance à la suite d'un viol, les enquêteurs découvriront que le viol allégué n'a pas pu avoir lieu : Bertrand et Nathalie n'ont pas pu se rencontrer. Effectivement, selon les dates fournies par les deux femmes, Bertrand aurait alors eu 11 ans. Lui, originaire de l'Indre, et elle, de Saône et Loire, après vérifications liées à leurs parcours de formation, il s'avère qu'ils n'ont pas pu se rencontrer à cette époque.

### Audition de Claire Garcia
Elle est vendeuse dans un hypermarché.
Elle est la mère de deux filles.
Elle est la compagne de Nathalie, mais elles ne vivent pas ensemble.
Elle expliquera aux enquêteurs que l'absorption d'un seul verre d'antidépresseurs s'était révélé insuffisant pour endormir Bertrand. Claire expliquera qu'elles lui auraient alors fait absorber un second verre drogué, mais que cela n'aurait pas suffi non plus. Perdant patience elles auraient alors mis la tête de Bertrand dans un sac plastique pour l'asphyxier et lui auraient asséné un coup de pied-de-biche à la tête.
Constatant qu'il était toujours vivant, Nathalie aurait déclaré à sa compagne « Il faut qu'on le finisse » puis elle aurait enroulé la ceinture d'un peignoir autour du cou pour l'étrangler en le suspendant à la porte de la salle de bain.
Claire déclarera avoir été trop effrayée pour pouvoir arrêter sa maîtresse.
Pour expliquer le geste de sa compagne, elle expliquera que Nathalie souhaitait faire l'acquisition d'un fauteuil qu'elle aurait trouvé dans une maison abandonnée, et que pour le transporter il lui fallait une voiture. La voiture de Claire étant en panne. Elles auraient décidé d'utiliser celle de Bertrand.

### Audition de Marie-Laure: l'ex-compagne de Nathalie
Les faits se sont déroulés dans l'appartement de Marie-Laure, l'ex-compagne de Nathalie.
Marie-Laure est femme de ménage de profession.
Elle décrira sa liaison passée avec Nathalie comme tumultueuse.
Au cours du procès, Marie-Laure expliquera avoir vécu avec Nathalie, de 2006 à 2010, s'être pacsées en 2008 mais s'être dépacsées depuis. Sa propre mère, nourrice, gardait la fille de Bertrand. Elle le décrira comme étant un homme gentil qu'elle voyait peu. Marie-Laure déclarera que si ses débuts en couple avec Nathalie s'étaient bien passés, sa conjointe s'était progressivement changée en « une femme autoritaire, on ne pouvait pas lui tenir tête », « agressive, elle s’était mise à boire ». Elle dira avoir eu très peur d'elle, entre autres à ses retours d'escapades où Nathalie la « mettait plus bas que terre ».
Marie-Laure confirmera ne pas avoir été chez elle le soir des faits, mais que le lendemain, Nathalie lui avait confié avoir « fait une grosse bêtise, qu’elle avait tué quelqu’un ». Habituée à entendre des mensonges de la part de son ex-compagne, elle déclarera ne l'avoir tout d'abord pas cru, et de n'avoir pris la mesure du drame que lorsqu'elle l'avait vu détenir la voiture de Bertrand.
Marie-Laure déclarera qu’à plusieurs reprises sa compagne avait drogué des hommes pour leur subtiliser leur carte bleue ou de l'argent. Elle confiera penser que « Claire Garcia n’a pas eu le choix, elle n’est pas méchante, elle a dû être harcelée moralement par Nathalie Chatelot ».

### Aveux de Nathalie et suicide
Un an après le décès de Bertrand, alors que Nathalie et Claire sont mises en examen et qu'elles sont incarcérées, Nathalie écrit au juge d'instruction pour lui avouer que ses allégations au sujet d'un viol sont fausses. Elle explique avoir simplement souhaité voler la voiture de Bertrand.
Fin mai 2011, elle sera retrouvée pendue dans sa cellule à la prison de Lyon-Corbas.

## Procès
Il s'ouvre le 22 mai 2012 devant les assises de Chalon-sur-Saône.
Claire Garcia comparait seule dans le box des accusés. Elle est jugée pour complicité de meurtre et vol de voiture.
Le procès présentera Nathalie Chatelot comme une lesbienne non assumée, avide d'argent et ayant la haine des hommes,. Elle sera décrite comme ayant un « physique de bûcheron », profession dont elle avait suivi la formation. L'avocat de Claire avancera que Nathalie avait une « emprise irrationnelle » sur sa cliente, il sera fait mention qu'elle avait converti à l'homosexualité deux femmes hétérosexuelles, témoins présentes à l'audience.
Le procès mettra au jour Claire Garcia comme une femme calme, passive, soumise à Nathalie, une compagne violente. À la barre, elle prétendra que Nathalie était son gourou et qu'elle-même n'était qu'une disciple contrainte à lui obéir. Elle se présentera comme ne s'étant jamais rendue compte qu'un homme était en train de mourir sous les coups de sa conjointe.
Maître Guignard, avocat de la famille de Bertrand, conclura en direction de Claire Garcia : « Vous avez privé une mère de son fils, des sœurs de leur frère, des filles de leur père, et même Bertrand de ses dernières volontés puisqu’il voulait léguer son corps à la science, son corps que vous avez fait pourrir dans la Saône ».
Défendant Capucine, 6 ans, la plus jeune des filles de Bertrand, maître Ravat-Sandre dira à destination de Claire : « Bertrand Touchard n’a pas été tué par vous, mais c’est votre lâcheté qui l’a privé d’une chance d’être sauvé ».

### Verdict
Le verdict est prononcé le 23 mai 2012. Claire Garcia est condamnée à 12 ans de réclusion criminelle pour complicité de meurtre et vol de voiture.

## Médiagraphie

### Documentaires télévisés
- « Crimes, émission 270 » le 3 décembre 2019 dans Crimes et faits divers sur NRJ 12.
- « Les amantes diaboliques » (deuxième reportage), émission « Crimes en bord de Saône » le 8 mai 2017 dans Crimes sur NRJ 12 Replay en ligne.
- « Une vengeance implacable ? » (premier reportage) le 22 août 2010 émission Sept à huit sur TF1.